# Keryx
Keryx (altgriechisch Κήρυξ Kḗryx, deutsch ‚Herold‘) war ein Sohn des Eumolpos oder ein Sohn der Agraulos und des Hermes (der Herold der Götter).
Er wird als der erste Priester der Demeter in Eleusis bezeichnet. Dies wird jedoch auch von Keleos behauptet. Er ist der Begründer der Keryken eines alten athenischen oder eleusinischen Priestergeschlechts. Aus ihren Reihen wurden die Hierokeryx (heilige Boten) erwählt, die den eleusinischen Gottesfrieden (ähnlich dem olympischen Frieden) verkündeten.
Von Keryx leitet sich auch der Begriff Kerygma ab.